# Созанський Іван Михайлович
Іван Михайлович Созанський (нар. 30 березня 1994, с. Черневе (Мостиський район), Львівська область, Україна) — український футболіст, нападник канадського клубу КСК «Міссіссауга».

## Життєпис
Вихованець моршинської «Скали». Дорослу футбольну кар'єру розпочав 2011 року в клубі «Скала-2» (Моршин), який виступав у чемпіонаті Львівської області. Під час зимової перерви сезону 2011/12 років переведений у першу команду, у футболці якої дебютував 2 травня 2012 року в програному (0:3) домашньому поєдинку 22-го туру групи А Другої ліги проти чернігівської «Десни». Іван вийшов на поле на 60-й хвилині, замінивши Назара Кмітя, а вже через 14 хвилин самого Созанського замінив Василь Коропецький. Проте закріпитися в основному складі юному нападнику не вдалося, Іван зіграв 7 матчів у Другій лізі України. Після цього залишив Україну та переїхав до сусідньої Польщі, де захищав кольори клубів 4-ї ліги «Александрія» (Александрув) та «Космос» (Юзефув). У 2016 році перейшов до представника Канадської футбольної ліги «Торонто Атомік». У своєму дебютному сезоні в Канаді зіграв 3 матчі, в яких відзначився 1 голом. З 2017 року виступав за шоубольний клуб «Юкрейн АК» в Арена Прем'єр-лізі.
У 2019 році повернувся до Канадської футбольної ліги, де виступає за КСК «Міссіссауга».